# Les Fins
Les Fins település Franciaországban, Doubs megyében. Lakosainak száma 3062 fő (2022. január 1.). Les Fins Montlebon, Morteau, Noël-Cerneux, Villers-le-Lac és Fournets-Luisans községekkel határos.

## Népesség
A település népességének változása:
| Lakosok száma | 1741 | 2346 | 2441 | 2807 | 3022 | 3055 | 3100 | 3202 | 3157 | 3062 |
|               | 1968 | 1982 | 1990 | 2006 | 2013 | 2015 | 2017 | 2019 | 2020 | 2022 |